# Tabel cu ecuații termodinamice
Tabelul cuprinde expresiile matematice ale ecuațiilor termodinamice și ale mărimilor fizice comune în termodinamică. Scopul este obținerea rapidă a expresiilor matematice prin salt la o secțiune orientată pe subdomeniul dorit, unde sunt grupate relațiile uzuale în subdomeniu. Pentru a evita defilarea tabelului, relațiile de care este nevoie în subdomenii diferite pot să se repete în secțiunile respective.

## Definiții
În acest articol se folosește convenția semnelor din termodinamica tehnică, în care căldura are semnul + dacă intră în sistemul termodinamic, iar lucrul mecanic are semnul + dacă iese din sistem. În termodinamica chimică convenția semnelor este că lucrul mecanic are semnul + dacă intră în sistem (deci în relațiile din lucrările respective semnul termenilor de lucru mecanic este inversat). 

### Mărimi de bază generale
| Mărime (numele uzual)  | Simbolul uzual | Unitate SI | Dimensiune |
| ---------------------- | -------------- | ---------- | ---------- |
| Număr de molecule      | N              | 1          | 1          |
| Cantitate de substanță | n              | mol        | N          |
| Temperatură            | T              | K          | Θ          |
| Căldură                | Q, q           | J          | ML2T−2     |
| Căldură latentă        | QL             | J          | ML2T−2     |

### Mărimi derivate generale
| Mărime (numele uzual)                           | Simbolul uzual | Ecuația de definire | Unitate SI | Dimensiune |
| ----------------------------------------------- | -------------- | --- | ---------- | ---------- |
| Beta termodinamic⁠(d), inversul temperaturii     | β              | {\displaystyle \beta =1/k_{\mathrm {B} }T} | J−1        | T2M−1L−2   |
| Temperatură termodinamică⁠(d)                    | τ              | {\displaystyle \tau =k_{\mathrm {B} }T} {\displaystyle \tau =k_{\mathrm {B} }\left(\partial U/\partial S\right)_{N}} {\displaystyle 1/\tau =1/k_{\mathrm {B} }\left(\partial S/\partial U\right)_{N}} | J          | ML2T−2     |
| Entropie                                        | S              | {\displaystyle S=-k_{\mathrm {B} }\sum _{i}p_{i}\ln p_{i}} {\displaystyle S=-\left(\partial F/\partial T\right)_{V,N}} , {\displaystyle S=-\left(\partial G/\partial T\right)_{p,N}} | J⋅K−1      | ML2T−2Θ−1  |
| Presiune                                        | p              | {\displaystyle p=-\left(\partial F/\partial V\right)_{T,N}} {\displaystyle p=-\left(\partial U/\partial V\right)_{S,N}} | Pa         | ML−1T−2    |
| Energie internă                                 | U              | {\displaystyle U=\sum _{i}E_{i}} | J          | ML2T−2     |
| Entalpie                                        | H              | {\displaystyle H=U+pV} | J          | ML2T−2     |
| Funcția de partiție⁠(d)                          | Z              | | 1          | 1          |
| Entalpie liberă (Gibbs)                         | G              | {\displaystyle G=H-TS} | J          | ML2T−2     |
| Potențial chimic (al componentei i din amestec) | μi             | {\displaystyle \mu _{i}=\left(\partial U/\partial N_{i}\right)_{N_{j\neq i},S,V}} {\displaystyle \mu _{i}=\left(\partial F/\partial N_{i}\right)_{T,V}}, unde {\displaystyle F} nu este proporțional cu {\displaystyle N} deoarece {\displaystyle \mu _{i}} depinde de presiune. {\displaystyle \mu _{i}=\left(\partial G/\partial N_{i}\right)_{T,p}}, unde {\displaystyle G} este proporțional cu {\displaystyle N} (cât timp compoziția raportului molar a sistemului rămâne aceeași) deoarece {\displaystyle \mu _{i}} depinde doar de temperatură, presiune și compoziție. {\displaystyle \mu _{i}/\tau =-1/k_{\mathrm {B} }\left(\partial S/\partial N_{i}\right)_{U,V}} | J          | ML2T−2     |
| Energie liberă (Helmholtz)                      | F, A           | {\displaystyle F=U-TS} | J          | ML2T−2     |
| Potențial macrocanonic (Landau)                 | Ω, ΦG          | {\displaystyle \Omega =U-TS-\mu N\ } | J          | ML2T−2     |
| Potențial Massieu                               | Φ              | {\displaystyle \Phi =S-U/T} | J⋅K−1      | ML2T−2Θ−1  |
| Potențial Planck                                | Ξ              | {\displaystyle \Xi =\Phi -pV/T} | J⋅K−1      | ML2T−2Θ−1  |

### Proprietățile termice ale materiei
| Mărime (numele uzual)                           | Simbolul uzual | Ecuația de definire                                           | Unitate SI   | Dimensiune   |
| ----------------------------------------------- | -------------- | ------------------------------------------------------------- | ------------ | ------------ |
| Capacitate termică                              | C              | {\displaystyle C=\partial Q/\partial T}                       | J⋅K−1        | ML2T−2Θ−1    |
| Capacitate termică la presiune constantă        | Cp             | {\displaystyle C_{p}=\partial H/\partial T}                   | J⋅K−1        | ML2T−2Θ−1    |
| Capacitate termică masică la presiune constantă | cp             | {\displaystyle c_{p}=\partial ^{2}Q/\partial m\partial T}     | J⋅kg−1⋅K−1   | L2T−2Θ−1     |
| Capacitate termică molară la presiune constantă | Cnp            | {\displaystyle C_{np}=\partial ^{2}Q/\partial n\partial T}    | J⋅K−1⋅mol−1  | ML2T−2Θ−1N−1 |
| Capacitate termică la volum constant            | Cv             | {\displaystyle C_{v}=\partial U/\partial T}                   | J⋅K−1        | ML2T−2Θ−1    |
| Capacitate termică masică la volum constant     | cv             | {\displaystyle c_{v}=\partial ^{2}Q/\partial m\partial T}     | J⋅kg−1⋅K−1   | L2T−2Θ−1     |
| Capacitate termică molară la volum constant     | Cnv            | {\displaystyle C_{nv}=\partial ^{2}Q/\partial n\partial T}    | J⋅K⋅−1 mol−1 | ML2T−2Θ−1N−1 |
| Căldură latentă                                 | QL             | {\displaystyle Q_{L}=\partial Q/\partial m}                   | J⋅kg−1       | L2T−2        |
| Coeficient de transformare adiabatică           | γ              | {\displaystyle \gamma =C_{p}/C_{v}=c_{p}/c_{v}=C_{np}/C_{nv}} | 1            | 1            |

### Transmiterea căldurii
| Mărime (numele uzual)   | Simbolul uzual                              | Ecuația de definire                                                              | Unitate SI | Dimensiune |
| ----------------------- | ------------------------------------------- | -------------------------------------------------------------------------------- | ---------- | ---------- |
| Gradient de temperatură | Fără simbol standard                        | {\displaystyle \nabla T}                                                         | K⋅m−1      | ΘL−1       |
| Flux termic             | {\displaystyle {\dot {Q}}}                  | {\displaystyle {\dot {Q}}=\mathrm {d} Q/\mathrm {d} t}                           | W          | ML2T−3     |
| Flux termic unitar      | {\displaystyle {\dot {Q}}^{\prime \prime }} | {\displaystyle {\dot {Q}}^{\prime \prime }=\mathrm {d} {\dot {Q}}/\mathrm {d} A} | W⋅m−2      | MT−3       |

## Ecuații
Ecuațiile din acest articol sunt clasificate pe subiect.

### Procese termodinamice
| Tip                                            | Ecuații |
| ---------------------------------------------- | --- |
| Izentropic (adiabatic și reversibil)           | {\displaystyle Q=0,\quad \Delta U=-L} Pentru un gaz ideal {\displaystyle p_{1}V_{1}^{\gamma }=p_{2}V_{2}^{\gamma }} {\displaystyle T_{1}V_{1}^{\gamma -1}=T_{2}V_{2}^{\gamma -1}} {\displaystyle p_{1}^{1-\gamma }T_{1}^{\gamma }=p_{2}^{1-\gamma }T_{2}^{\gamma }} |
| Izotermic                                      | {\displaystyle \Delta U=0,\quad L=Q} Pentru un gaz ideal {\displaystyle L=kTN\ln(V_{2}/V_{1})} {\displaystyle L=nRT\ln(V_{2}/V_{1})} |
| Izobar                                         | p1 = p2, p = constant {\displaystyle L=p\Delta V,\quad Q=\Delta U+p\delta V} |
| Izocor                                         | V1 = V2, V = constant {\displaystyle L=0,\quad Q=\Delta U} |
| Destindere liberă                              | {\displaystyle \Delta U=0} |
| Lucru mecanic efectuat la destinderea unui gaz | Proces {\displaystyle L=\int _{V_{1}}^{V_{2}}p\mathrm {d} V} Lucru mecanic efectuat într-un ciclu {\displaystyle L=\oint _{\mathrm {ciclu} }p\mathrm {d} V=\oint _{\mathrm {ciclu} }\Delta Q}                                                                       |

### Teoria cinetică a gazelor
| Noțiunea fizică          | Simboluri                                                             | Ecuații |
| ------------------------ | --------------------------------------------------------------------- | --- |
| Legea gazelor ideale     | - R = constanta universală a gazului ideal - kB = constanta Boltzmann | {\displaystyle pV=nRT=k_{\mathrm {B} }TN} {\displaystyle {\frac {p_{1}V_{1}}{p_{2}V_{2}}}={\frac {n_{1}T_{1}}{n_{2}T_{2}}}={\frac {N_{1}T_{1}}{N_{2}T_{2}}}} |
| Presiunea unui gaz ideal | - m = masa unei molecule - Mm = masa molară                           | {\displaystyle p={\frac {Nm\langle v^{2}\rangle }{3V}}={\frac {nM_{m}\langle v^{2}\rangle }{3V}}={\frac {1}{3}}\rho \langle v^{2}\rangle }                   |

#### Gazul ideal
| Mărime               | Ecuația generală | Izobară Δp = 0 | Izocoră ΔV = 0 | Izotermică ΔT = 0                                                                                 | Adiabatică {\displaystyle Q=0}                                                                                       |
| -------------------- | --- | --- | --- | ------------------------------------------------------------------------------------------------- | --- |
| Lucru mecanic L      | {\displaystyle \delta L=-pdV\;} | {\displaystyle -p\Delta V\;} | {\displaystyle 0\;} | {\displaystyle -nRT\ln {\frac {V_{2}}{V_{1}}}\;} {\displaystyle -nRT\ln {\frac {p_{1}}{p_{2}}}\;} | {\displaystyle {\frac {pV^{\gamma }(V_{f}^{1-\gamma }-V_{i}^{1-\gamma })}{1-\gamma }}=C_{v}\left(T_{2}-T_{1}\right)} |
| Capacitate termică C | (și pentru gaze reale) | {\displaystyle C_{p}={\frac {5}{2}}nR} (pentru gaz ideal monatomic) {\displaystyle C_{p}={\frac {7}{2}}nR} (pentru gaz ideal biatomic) | {\displaystyle C_{v}={\frac {3}{2}}nR} (pentru gaz ideal monatomic) {\displaystyle C_{v}={\frac {5}{2}}nR\;} (pentru gaz ideal biatomic) |                                                                                                   | |
| Energie internă ΔU   | {\displaystyle \Delta U=C_{v}\Delta T\;} | {\displaystyle Q+L\;} {\displaystyle Q_{p}-p\Delta V}                                                                                  | {\displaystyle Q\;} {\displaystyle C_{v}\left(T_{2}-T_{1}\right)}                                                                        | {\displaystyle 0\;} {\displaystyle Q=-L}                                                          | {\displaystyle L\;} {\displaystyle C_{v}\left(T_{2}-T_{1}\right)}                                                    |
| Entalpie ΔH          | {\displaystyle H=U+pV\;} | {\displaystyle C_{p}\left(T_{2}-T_{1}\right)\;}                                                                                        | {\displaystyle Q_{v}+V\Delta p\;} | {\displaystyle 0\;}                                                                               | {\displaystyle C_{p}\left(T_{2}-T_{1}\right)\;}                                                                      |
| Entropie Δs          | {\displaystyle \Delta S=C_{v}\ln {T_{2} \over T_{1}}+nR\ln {V_{2} \over V_{1}}} {\displaystyle \Delta S=C_{p}\ln {T_{2} \over T_{1}}-nR\ln {p_{2} \over p_{1}}} | {\displaystyle C_{p}\ln {\frac {T_{2}}{T_{1}}}\;}                                                                                      | {\displaystyle C_{v}\ln {\frac {T_{2}}{T_{1}}}\;}                                                                                        | {\displaystyle nR\ln {\frac {V_{2}}{V_{1}}}\;} {\displaystyle {\frac {Q}{T}}\;}                   | {\displaystyle C_{p}\ln {\frac {V_{2}}{V_{1}}}+C_{v}\ln {\frac {p_{2}}{p_{1}}}=0\;}                                  |
| Constantă            | {\displaystyle \;} | {\displaystyle {\frac {V}{T}}\;} | {\displaystyle {\frac {p}{T}}\;} | {\displaystyle pV\;}                                                                              | {\displaystyle pV^{\gamma }\;}                                                                                       |

### Entropie
- {\displaystyle S=k_{\mathrm {B} }\ln \Omega }, unde cu Ω este notat volumul macrostării în spațiul fazelor sau altfel spus, probabilitatea termodinamică.
- {\displaystyle dS={\frac {\delta Q}{T}}}, doar pentru procese reversibile

### Fizică statistică
Mai jos sunt rezultate utile din distribuția Maxwell–Boltzmann⁠(d) pentru un gaz ideal și implicațiile cantității de entropie. Distribuția este valabilă pentru atomi sau molecule care constituie gaze ideale.
| Noțiunea fizică                               | Simboluri | Ecuații |
| --------------------------------------------- | --- | --- |
| distribuția Maxwell–Boltzmann⁠(d)              | - v = viteza atomului/moleculei, - m = masa unei molecule (în teoria cinetică toate moleculele sunt identice), - γ(p) = Factorul Lorentz în funcție de impuls (v. mai jos) - Raportul dintre energia termică și cea de repaus a unei molecule: {\displaystyle \theta =k_{\mathrm {B} }T/mc^{2}} K2 este funcția Bessel de ordinul al doilea modificată. | Viteze nerelativiste {\displaystyle P\left(v\right)=4\pi \left({\frac {m}{2\pi k_{\mathrm {B} }T}}\right)^{3/2}v^{2}e^{-mv^{2}/2k_{\mathrm {B} }T}} Viteze relativiste (distribuția Maxwell–Jüttner) {\displaystyle f(p)={\frac {1}{4\pi m^{3}c^{3}\theta K_{2}(1/\theta )}}e^{-\gamma (p)/\theta }} |
| Entropia logaritmică a densității stărilor⁠(d) | - Pi = probabilitatea sistemului de a fi în microstarea i - Ω = numărul total de microstări | {\displaystyle S=-k_{\mathrm {B} }\sum _{i}P_{i}\ln P_{i}=k_{\mathrm {B} }\ln \Omega } unde: {\displaystyle P_{i}=1/\Omega } |
| Variația entropiei                            | | {\displaystyle \Delta S=\int _{Q_{1}}^{Q_{2}}{\frac {\mathrm {d} Q}{T}}} {\displaystyle \Delta S=k_{\mathrm {B} }N\ln {\frac {V_{2}}{V_{1}}}+NC_{v}\ln {\frac {T_{2}}{T_{1}}}} |
| Forța entropică                               | | {\displaystyle \mathbf {F} _{\mathrm {S} }=-T\nabla S} |
| Teorema echipartiției⁠(d)                      | df = gradul de libertate | Energia cinetică medie pe grad de libertate {\displaystyle \langle E_{\text{c}}\rangle ={\frac {1}{2}}kT} Energia internă {\displaystyle U=d_{\text{f}}\langle E_{\text{c}}\rangle ={\frac {d_{\text{f}}}{2}}kT}                                                                                     |

Mai jos sunt corolare ale distribuției nerelativiste Maxwell–Boltzmann.
| Noțiunea fizică          | Simboluri | Ecuații                                                                                                  |
| ------------------------ | --- | --- |
| Viteza medie             | | {\displaystyle \langle v\rangle ={\sqrt {\frac {8k_{\mathrm {B} }T}{\pi m}}}}                            |
| Viteza pătratică medie   | | {\displaystyle v_{\mathrm {m} }={\sqrt {\langle v^{2}\rangle }}={\sqrt {\frac {3k_{\mathrm {B} }T}{m}}}} |
| Viteza modală            | | {\displaystyle v_{\mathrm {mod} }={\sqrt {\frac {2k_{\mathrm {B} }T}{m}}}}                               |
| Parcursul liber mediu⁠(d) | - σ = secțiunea transversală efectivă - n = densitatea volumică a numărului de particule țintă - {\displaystyle \ell } = parcursul liber mediu | {\displaystyle \ell =1/{\sqrt {2}}n\sigma }                                                              |

### Procese cvasistatice și reversibile
Pentru procesele cvasistatice și reversibile, principiul întâi al termodinamicii este:
{\displaystyle dU=\delta Q-\delta L}
unde δQ este căldura intrată în sistem iar δL este lucrul mecanic efectuat de către (ieșit din) sistem.

### Potențiale termodinamice
Următoarele energii sunt numite potențiale termodinamice,
| Denumire                        | Simbol                                                    | Relație                                                                                                | Varuabile naturale               |
| ------------------------------- | --------------------------------------------------------- | --- | -------------------------------- |
| Energie internă                 | {\displaystyle U}                                         | {\displaystyle \int \left(T\,\mathrm {d} S-p\,\mathrm {d} V+\sum _{i}\mu _{i}\mathrm {d} N_{i}\right)} | {\displaystyle S,V,\{N_{i}\}}    |
| Energie liberă (Helmholtz)      | {\displaystyle F}                                         | {\displaystyle U-TS}                                                                                   | {\displaystyle T,V,\{N_{i}\}}    |
| Entalpie                        | {\displaystyle H}                                         | {\displaystyle U+pV}                                                                                   | {\displaystyle S,p,\{N_{i}\}}    |
| Entalpie liberă (Gibbs)         | {\displaystyle G}                                         | {\displaystyle U+pV-TS}                                                                                | {\displaystyle T,p,\{N_{i}\}}    |
| Potențial macrocanonic (Landau) | {\displaystyle \Omega }, {\displaystyle \Phi _{\text{G}}} | {\displaystyle U-TS-}{\displaystyle \sum _{i}\,}{\displaystyle \mu _{i}N_{i}}                          | {\displaystyle T,V,\{\mu _{i}\}} |

iar relațiile termodinamice fundamentale corespunzătoare sunt:
| Potențial                  | Derivata                                                                    |
| -------------------------- | --------------------------------------------------------------------------- |
| Energie internă            | {\displaystyle dU\left(S,V,{N_{i}}\right)=TdS-pdV+\sum _{i}\mu _{i}dN_{i}}  |
| Entalpie                   | {\displaystyle dH\left(S,p,{N_{i}}\right)=TdS+Vdp+\sum _{i}\mu _{i}dN_{i}}  |
| Energie liberă (Helmholtz) | {\displaystyle dF\left(T,V,{N_{i}}\right)=-SdT-pdV+\sum _{i}\mu _{i}dN_{i}} |
| Entalpie liberă (Gibbs)    | {\displaystyle dG\left(T,p,{N_{i}}\right)=-SdT+Vdp+\sum _{i}\mu _{i}dN_{i}} |

### Relațiile Maxwell
Cele patru relații Maxwell obișnuite sunt:
| Noțiunea fizică                                                 | Simboluri | Ecuații |
| --------------------------------------------------------------- | --- | --- |
| Potențiale termodinamice ca funcții de variabilele lor naturale | - {\displaystyle U(S,V)\,} = Energie internă - {\displaystyle H(S,P)\,} = Entalpie - {\displaystyle F(T,V)\,} = Energie liberă (Helmholtz) - {\displaystyle G(T,P)\,} = Entalpie liberă (Gibbs) | {\displaystyle \left({\frac {\partial T}{\partial V}}\right)_{S}=-\left({\frac {\partial p}{\partial S}}\right)_{V}={\frac {\partial ^{2}U}{\partial S\partial V}}} {\displaystyle \left({\frac {\partial T}{\partial p}}\right)_{S}=+\left({\frac {\partial V}{\partial S}}\right)_{p}={\frac {\partial ^{2}H}{\partial S\partial p}}} {\displaystyle +\left({\frac {\partial S}{\partial V}}\right)_{T}=\left({\frac {\partial p}{\partial T}}\right)_{V}=-{\frac {\partial ^{2}F}{\partial T\partial V}}} {\displaystyle -\left({\frac {\partial S}{\partial p}}\right)_{T}=\left({\frac {\partial V}{\partial T}}\right)_{p}={\frac {\partial ^{2}G}{\partial T\partial p}}} |

Alte relații:
| {\displaystyle \left({\partial S \over \partial U}\right)_{V,N}={1 \over T}}       | {\displaystyle \left({\partial S \over \partial V}\right)_{N,U}={p \over T}}   | {\displaystyle \left({\partial S \over \partial N}\right)_{V,U}=-{\mu \over T}} |
| {\displaystyle \left({\partial T \over \partial S}\right)_{V}={T \over C_{v}}}     | {\displaystyle \left({\partial T \over \partial S}\right)_{p}={T \over C_{p}}} |                                                                                 |
| {\displaystyle -\left({\partial p \over \partial V}\right)_{T}={1 \over {VK_{T}}}} |                                                                                |                                                                                 |

Alte ecuații cu derivate parțiale sunt:
| Nume                       | H | U | G                                                                                        |
| -------------------------- | --- | --- | ---------------------------------------------------------------------------------------- |
| Ecuații Gibbs–Helmholtz⁠(d) | {\displaystyle H=-T^{2}\left({\frac {\partial \left(G/T\right)}{\partial T}}\right)_{p}}                               | {\displaystyle U=-T^{2}\left({\frac {\partial \left(F/T\right)}{\partial T}}\right)_{V}}                               | {\displaystyle G=-V^{2}\left({\frac {\partial \left(F/V\right)}{\partial V}}\right)_{T}} |
|                            | {\displaystyle \left({\frac {\partial H}{\partial p}}\right)_{T}=V-T\left({\frac {\partial V}{\partial T}}\right)_{P}} | {\displaystyle \left({\frac {\partial U}{\partial V}}\right)_{T}=T\left({\frac {\partial p}{\partial T}}\right)_{V}-p} |                                                                                          |

### Proprietăți cuantice
- {\displaystyle U=Nk_{\mathrm {B} }T^{2}\left({\frac {\partial \ln Z}{\partial T}}\right)_{V}}
- {\displaystyle S={\frac {U}{T}}+Nk_{\mathrm {B} }\ln Z-Nk\ln N+Nk} particule care nu se pot distinge

unde h este constanta Planck, I este momentul de inerție și Z este funcția de partiție⁠(d), sub diferite forme:
| Grad de libertate | Funcție de partiție |
| ----------------- | --- |
| Translație        | {\displaystyle Z_{t}={\frac {(2\pi mk_{\mathrm {B} }T)^{\frac {3}{2}}V}{h^{3}}}}                                                                                 |
| Vibrație          | {\displaystyle Z_{v}={\frac {1}{1-e^{\frac {-h\omega }{2\pi k_{\mathrm {B} }T}}}}}                                                                               |
| Rotație           | {\displaystyle Z_{r}={\frac {2Ik_{\mathrm {B} }T}{\sigma ({\frac {h}{2\pi }})^{2}}}} unde: - σ = 1 (molecule heteronucleare⁠(d) - σ = 2 (molecule homonucleare⁠(d) |

## Proprietăți termice ale materiei
| Coeficienți                                            | Ecuație |
| ------------------------------------------------------ | --- |
| Coeficientul Joule-Thomson                             | {\displaystyle \mu _{JT}=\left({\frac {\partial T}{\partial p}}\right)_{H}} |
| Compresibilitate (la temperatură constantă)            | {\displaystyle K_{T}=-{1 \over V}\left({\partial V \over \partial p}\right)_{T,N}} |
| Coeficient de dilatare termică (la presiune constantă) | {\displaystyle \alpha _{p}={\frac {1}{V}}\left({\frac {\partial V}{\partial T}}\right)_{p}} |
| Capacitate termică (la presiune constantă)             | {\displaystyle C_{p}=\left({\partial Q_{rev} \over \partial T}\right)_{p}=\left({\partial U \over \partial T}\right)_{p}+p\left({\partial V \over \partial T}\right)_{p}=\left({\partial H \over \partial T}\right)_{p}=T\left({\partial S \over \partial T}\right)_{p}} |
| Capacitate termică (la volum constant)                 | {\displaystyle C_{v}=\left({\partial Q_{rev} \over \partial T}\right)_{V}=\left({\partial U \over \partial T}\right)_{V}=T\left({\partial S \over \partial T}\right)_{V}}                                                                                                |

### Transmiterea căldurii
| Noțiunea fizică                        | Simboluri | Ecuații |
| -------------------------------------- | --- | --- |
| Intensitatea netă a emisiei/absorbției | - Texternă = temperatura externă (în afara sistemului) - Tsistem = temperatura internă (în sistem) - ε = emisivitate        | {\displaystyle I=\sigma \epsilon \left(T_{\mathrm {externa} }^{4}-T_{\mathrm {sistem} }^{4}\right)}                                                      |
| Energia internă a substanței           | - Cv = capacitatea termică la volum constant - ΔT = schimbarea de temperatură a substanței                                  | {\displaystyle \Delta U=NC_{v}\Delta T} |
| Relația lui Mayer                      | - Cp = capacitatea termică la presiune constantă - Cv = capacitatea termică la volum constant - n = cantitatea de substanță | {\displaystyle C_{p}-C_{v}=nR} |
| Conductivitatea termică                | - λi = conductivitatea termică a substanței i - λ = conductivitatea termică echivalentă                                     | În serie {\displaystyle \lambda =\sum _{j}\lambda _{j}} În paralel {\displaystyle {\frac {1}{\lambda }}=\sum _{j}\left({\frac {1}{\lambda }}_{j}\right)} |

### Randament și eficiență
| Noțiunea fizică    | Simboluri | Ecuații |
| ------------------ | --- | --- |
| Motoare termice    | - η = randament termic - L = lucrul mecanic efectuat de motor - Q = căldura primită de la sursa caldă - Q0 = căldura cedată sursei reci - T = temperatura sursei calde - T0 = temperatura sursei reci | Motor termic: {\displaystyle \eta ={\frac {L}{Q}}} Randamentul Carnot: {\displaystyle \eta _{\text{c}}=1-{\frac {\|Q_{0}\|}{Q}}=1-{\frac {T_{0}}{T}}}                          |
| Mașină frigorifică | ε = eficiență | Eficiența răcirii {\displaystyle \epsilon ={\frac {Q_{0}}{\|L\|}}} Eficiența Carnot {\displaystyle \epsilon _{\text{C}}={\frac {Q_{0}}{\|Q\|-Q_{0}}}={\frac {T_{0}}{T-T_{0}}}} |